# 1931 au Maroc
Chronologie du Maroc
- 1927
- 1928
- 1929
- 1930
- 1931
- 1932
- 1933
- 1934
- 1935

Cet article présente les faits marquants de l'année 1931 au Maroc ou relatifs au Maroc.

## Événements
- 7 - 17 décembre : le mufti Mohammed Amin al-Husseini organise à Jérusalem un Congrès islamique qui réunit 145 délégués de 20 pays[1]. Le congrès condamne le sionisme, demande l’arrêt de l’immigration juive et en appelle à la solidarité entre Arabes chrétiens et musulmans. D’autres résolutions condamnent la politique française au Maroc et la politique soviétique en Asie centrale.
- L'Exposition coloniale internationale a lieu à Paris. Hubert Lyautey en est le commissaire général[2].